# Food Quality Protection Act
Der Food Quality Protection Act (FQPA) ist ein amerikanisches Bundesgesetz aus dem Jahr 1996 zur Zulassung von Pestiziden. Es ersetzt das weniger restriktive Food Additives Amendment of 1958 (oder Delaney clause). Der FQPA hat ähnliche Umwälzungen im Pflanzenschutzmittelbereich verursacht wie die Richtlinie des Rates vom 15. Juli 1991 über das Inverkehrbringen von Pflanzenschutzmitteln (91/414/EWG) in der damaligen EWG.
Mit dem FQPA wurde das Zulassungsverfahren von Wirkstoffen durch die EPA standardisiert. Außerdem wurden ein aus gesundheitlichen Ursachen abgeleiteter Standard für Pflanzenschutzmittelrückstände, ein besonderer Schutz von Kindern, sowie der Anreiz, ungefährlichere Mittel zu entwickeln, eingeführt. Auch ist nun eine periodische Überprüfung von Pestizidzulssungen und zulässigen Rückstandswerten innerhalb von 10 Jahren vorgeschrieben.
Das FQPA hat die Kategorie der Risikoarmen Pestizide (englisch Reduced-risk pesticides) eingeführt, welche schneller zugelassen werden und von einigen Restriktionen befreit sind.
Im Gegensatz zu Deutschland blieben viele der Phosphorsäureester zugelassen, allerdings wurden sie für den Privatgebrauch verboten.